# Ausztráliában történt légi közlekedési balesetek listája
Az Ausztráliában történt légi közlekedési balesetek listája mind a halálos áldozattal járó, mind pedig a kisebb balesetek, meghibásodások miatt történt, gyakran csak az adott légiforgalmi járművet érintő baleseteket is tartalmazza évenkénti bontásban.

## Ausztráliában történt légi közlekedési balesetek

### 1929
- 1929. február 11. Marulan közelében. A Gipsy Moth típusú, G-AUHA lajstromjelű oldtimer repülőgép lezuhant rossz időjárási körülmények közepette. A súlyosan, életveszélyesen megsérült pilóta és utasa a kórházba szállítás közben elhunytak.[1] (A gépet később újjáépítették és VH-ULH lajstromjellel újra üzembe állították.[2])

### 1959
- 1959. február 4. RAAF Légibázis, Richmond. Az Ausztrál Királyi Légierő 11. Repülőszázadának P2V típusú A89-308 számú repülőgépe műszaki okok miatt lezuhant. A nyolcfős személyzet életét vesztette.[3]

### 2017
- 2017. december 31. 15:10 (helyi idő szerint), Hawkesbury folyó, Cowan közelében, Új-Dél-Wales állam. A Sydney Seaplanes légi közlekedési vállalat egyik DHC–2 Beaver típusú, VH-NOO lajstromjelű úszótalpas repülőgépe Cottage Pointból Rose Bayre tartó útja közben a folyóba csapódott. A balesetben a gép pilótája, valamint öt brit állampolgár életét vesztette.[4]

### 2018
- 2018. január 18. Alice Springs. A Malaysia Airlines Airbus A330–300-as típusú 122-es számú járata kényszerleszállást hajtott végre Alice Springs közelében a sivatagban technikai meghibásodások miatt. Nem sérült meg senki.[5]

### 2020
- 2020. január 23. 13:30 előtt nem sokkal (helyi idő szerint), Snowy Mountains területén, Új-Dél-Wales államban. Lezuhant egy C-130 Hercules típusú repülőgép, amely tűzoltási feladatokban vett részt. A gép háromfős, amerikai állampolgárságú személyzete életét vesztette.[6]